# سماق‌آبه‌قازما
سماق‌آبه‌قازما (به لاتین: Sumağava Qazma) یک منطقه مسکونی در جمهوری آذربایجان است که در شهرستان شابران واقع شده است.